# Кроноки
Кроноки — упразднённый посёлок в Елизовском районе Камчатского края России.
Расположен на берегу Кроноцкого залива Тихого океана, близ устья реки Ольга.

## Название
Назван по его близости к Кроноцкой сопке.

## История
Уничтожен цунами 5 ноября 1952 года и восстановлен в 1960 году.
Исключён из списка населённых пунктов 13 декабря 1974 года.
В данный момент посёлок является кордоном Кроноцкого заповедника. Так же в посёлке имеется гидрометеорологическая станция «Кроноки» открытая в декабре 1938 года.